# Тингир
Тинги́р — город на востоке Марокко. Входит в состав провинции Тингир в области Сус-Масса-Драа. Провинция была выделена из состава провинции Уарзазат (область Сус-Масса-Драа) и провинции Эр-Рашидия (область Мекнес-Тафилалет) в 2009 году.

## Население
Население — 36 391 чел. (2004), среднегодовой прирост за период 1994—2004 гг. — 1,9%.

## География
Тингир расположен в долине Тодра, рядом с каньоном Тоджа, к югу от Высокого Атласа и к северу от Антиатласа. Местность представляет собой оазис длиной 30 км и шириной 4 км. Климат засушливый, осадки выпадают в основном осенью и зимой.

## Образование
В Тингире работают 15 высших учебных заведений.

## Экономика
Доля экономически активного населения в Тингире составляет всего 28,1% (10 209 чел.). Это связано с большой долей молодёжи в структуре населения и высоким уровнем миграции. Среди мужчин доля экономически активного населения составляет 47,2%, среди женщин — только 9,5%, что обусловлено традиционным для восточных стран образом жизни, в котором роль женщин сводится прежде всего к домашним, семейным заботам. Больше всего людей работает в таких сферах, как строительство, управление, коммерция и промышленность (в том числе кустарное производство). Меньше доля занятых в добыче полезных ископаемых, сельском хозяйстве и сфере услуг.
В области сельского хозяйства наибольшее распространение имеют такие культуры, как люцерна и зерновые. В меньшей степени выращиваются маис, бобовые, картофель и томаты. Распространённость сельхозтехники крайне не велика, в основном, все работы осуществляются с помощью сохи и мотыги. Что касается животноводства, то местное население разводит овец, коров и лошадей.
Город является туристическим центром, что обусловлено, в первую очередь, наличием природных достопримечательностей.
В промышленности преобладают производство стройматериалов и механообработка, производство листового железа. Среди кустарных промыслов развито, например, столярное дело.